# Hemieuxoa aquila
Hemieuxoa aquila là một loài bướm đêm trong họ Noctuidae.